# Le Moustier
Le Moustier é um sítio arqueológico de época paleolítica situado no município de Peyzac-le-Moustier no departamento da Dordonha, a sudoeste da França. Foi declarado Patrimônio da Humanidade pela Unesco em 1979, fazendo parte do lugar "Grutas decoradas do vale do Vézère" com o código 85-014.
É composto por um abrigo rochoso dividido em duas partes: o abrigo superior, que é o que dá nome à indústria lítica musteriense, e o inferior, que se abre uma quinzena de metros mais embaixo na mesma falésia, no nível atual do vale do Vézère.

## Abrigo superior ou abrigo clássico de Moustier
As primeiras pesquisas neste abrigo foram realizadas por Édouard Lartet e Henry Christy em 1860. Descobriram uma indústria lítica  que foi chamada Moustiérien e depois Moustérien (Musteriense) por Gabriel de Mortillet. Também empreenderam escavações M. Bourlon. O. Hauser e Denis Peyrony.
Os trabalhos deste último, publicados em 1930, são os mais precisos. O abrigo está hoje completamente vazio, mas a sua sequência incluía do Musteriense o típico, do Musteriense de Tradição Acheulense e de Aurignaciano.

## Abrigo inferior de Moustier
Os primeiros trabalhos relacionados ao abrigo inferior foram os de O. Hauser em 1907. Sacaram à luz, em 1909, um esqueleto de um Homem-de-neandertal em condições deploráveis: os restos humanos foram várias vezes exumados e depois enterrados ante diferentes cientistas, crendo cada vez ser as primeiras testemunhas da descoberta. Depois foi vendido ao Museu de Berlim. Destruído o esqueleto em finais da Segunda Guerra Mundial, atualmente, somente se conserva o crânio fossilizado alcumado "Le Moustier". Tem uma antiguidade estimada de 45 mil anos. As suas características são uma cavidade nasal ampla e um arco supraorbital e coque occipital menos marcados que em outros exemplos de neandertais, mas isto reflete que este indivíduo era jovem quando faleceu; daí que o arco superciliar não estivesse completamente formado.
D. Peyrony empreendeu também trabalhos a partir de 1910. Descobriu o esqueleto de uma criança neandertal, armazenado-o no Museu de Eyzies, mas caiu no esquecimento até a sua redescoberta e estudo por B. Maureille em 2002.

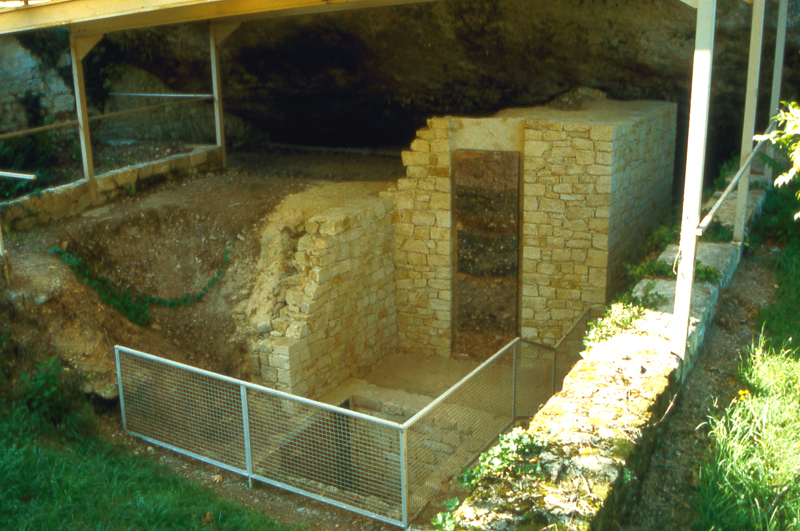
Abrigo inferior de Moustier

A sequência do abrigo inferior é do Musteriense típico, do Musteriense de Tradição Acheulense, do Musteriense a denticulados, de Châtelperroniense e de Aurignaciano. As indústrias musterienses deste sítio foram utilizadas por François Bordes e M. Bourgon para provar o seu método tipológico.
Em 1969, com motivo o congresso do INQUA, H. Laville e J.-Ph. Rigaud procederam a uma renovação da testemunha estratigráfica (cujo moldado é ainda visível in situ) e precisaram as observações estratigráficas de Peyrony.
Numerosas datas radiométricas foram realizadas sobre esta sequência, por termoluminescência e por RPE. Abrangem entre 56 e 40.000 anos antes do presente.
O local foi adquirido pelo Estado francês em 1910, por iniciativa de D. Peyrony.